# Jiří Pauer
Jiří Pauer (ur. 22 lutego 1919 w Libušínie, zm. 28 grudnia 2007 w Pradze) – czeski kompozytor.

## Życiorys
Był uczniem Otakara Šína, następnie w latach 1943–1946 studiował w Konserwatorium Praskim u Aloisa Háby. Od 1946 do 1950 roku był uczniem Pavla Bořkovca w Akademii Sztuk Scenicznych w Pradze. W latach 1953–1955, 1965–1967 i 1979–1989 pełnił funkcję dyrektora artystycznego Teatru Narodowego w Pradze. Od 1958 do 1980 roku był dyrektorem České filharmonie. W latach 1972–1989 wykładał kompozycję w Konserwatorium Praskim.
Otrzymał nagrodę państwową CSRS (1961) oraz tytuł Artysty narodowego (1979).

## Twórczość
Początkowo pod wpływem studiów u Aloisa Háby eksperymentował z muzyką mikrotonową, później jednak przeszedł na pozycje konserwatywne i podporządkował się wymogom narzucanym przez socrealizm, tworząc m.in. pieśni masowe. W połowie lat 50. XX wieku w jego języku muzycznym pojawiły się nawiązania do stylu romantycznego, w latach 60. zaczął też eksperymentować z nowszymi trendami w muzyce. 

## Wybrane kompozycje
(na podstawie materiałów źródłowych)

### Utwory orkiestrowe
- Suita komediowa (1949)
- Koncert na fagot (1949)
- Suita młodzieżowa (1951)
- Scherzo (1953)
- Suita dziecięca na orkiestrę kameralną (1953)
- Rapsodia (1953)
- Koncert na obój (1954)
- Koncert na róg (1958)
- Symfonia (1963)
- Panychida (1969)
- Canto festivo (1970–1971)
- Koncert na trąbkę (1972)
- Inicjały (1974)
- Aurora na dużą orkiestrę dętą (1976, także wersja na orkiestrę 1978)
- Symfonia na smyczki (1978)
- Koncert na marimbę i smyczki (1984)
- Suita (1987)

### Utwory kameralne
- Partita na harfę (1947)
- Divertimento na 3 klarnety (1949)
- Capriccio na flet lub obój lub klarnet lub fagot i fortepian (1952)
- Sonatina na skrzypce (1953)
- Sonata na wiolonczelę i fortepian (1954)
- 4 kwartety smyczkowe (1960, 1969, 1970, 1976)
- Divertimento na nonet (1961)
- Kwintet dęty (1961)
- Trio fortepianowe (1963)
- Monolohy všedniho dne na klarnet (1964)
- Rapsodia na wiolonczelę solo (1969)
- Concertant Music na 13 instrumentów dętych (1971)
- Intrada na 3 fortepiany, 3 trąbki i 3 puzony (1975)
- Characters na kwintet dęty blaszany (1977–1978)
- Episodes na kwartet smyczkowy (1980)
- Zkratky na marimbę (1981)
- Trio na 3 rogi (1986)
- Sonata na skrzypce (1987)
- Nonet No. 2 (1988–1989)
- Akwarele (1995)
- 4 skladby (1995)

### Utwory fortepianowe
- Bagatele (1968)
- Monolity (1978)
- Návraty (1997)
- Hry a vzpominky (1998)

### Opery
- Žvanivný Slimejš (1949–1950, wyst. Praga 1958)
- Zuzana Vojířová (1954–1957, wyst. Praga 1958)
- Červená Karkulka (1959, wyst. Ołomuniec 1960)
- Manželské kontrapunkty (I wersja 3-częściowa 1961, wyst. Ostrawa 1962; II wersja 5-częściowa wyst. Liberec 1967)
- Zdravý nemocný (1966–1969, wyst. Praga 1970)

### Monodram
- Labutí píseň na baryton i orkiestrę (1973)

### Balet
- Ferda Mravenec (1975)